# Volker von Alzey
Pour l’article homonyme, voir Alzey.

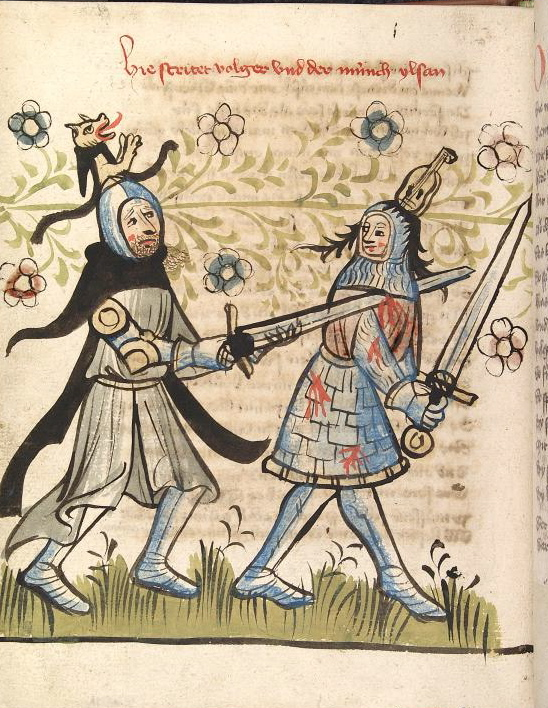
Volker von Alzey (à droite) se battant contre le moine Islan de Bern. Illustration dans un manuscrit du XVe siècle du

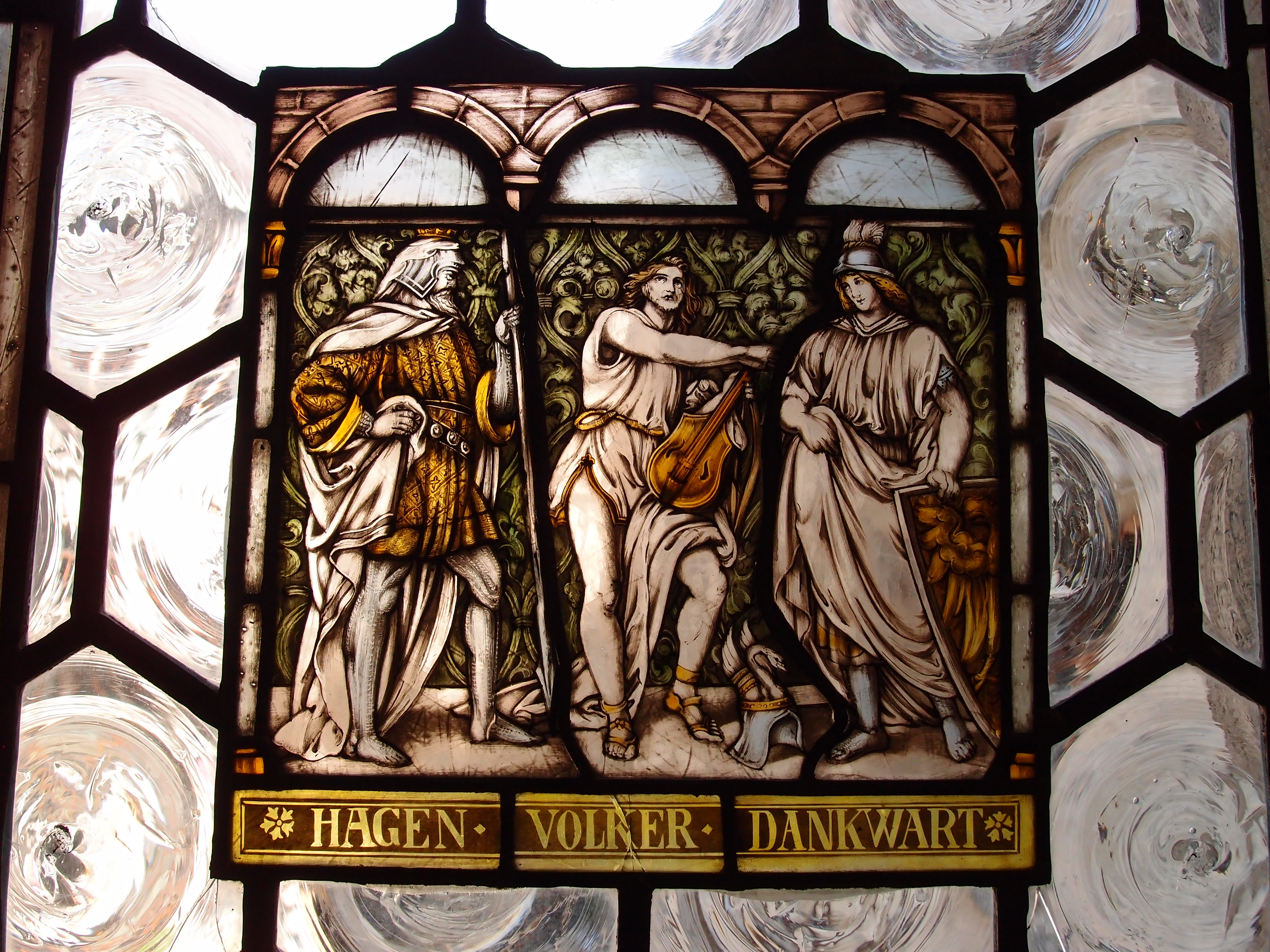
Représentation de Volker von Alzey sur un vitrail de la mairie de Munich.

Volker d’Alzey est un personnage dans la Chanson des Nibelungen. Il est le ménestrel à la cour des Burgondes à Worms. Son berceau est à Alzey, 20 km de Worms. Volker est l’un des chevaliers et des héros bourguignons. Il meurt par la main de Hildebrand  au côté de Hagen von Tronje avec les autres Burgondes, luttant sur le château d’Etzel.

## Extrait de la Chanson des Nibelungen
« Die drei Könige waren, wie ich bereits ausgeführt habe,

von größter Tapferkeit. In ihren Diensten standen zudem

die allerbesten Kämpfer, von denen man je gehört hat,

stark und äußerst mutig, selbst in den härtesten Kämpfen unerschütterlich.

Das waren: Hagen von Tronje und ebenso sein Bruder,

der gewandte Dankwart, Ortwin von Metz,

die beiden Markgrafen Gere und Eckewart

und Volker von Alzey, ein Mann voller Kampfeskraft. »

— Nibelungen Lied ,  Aventurie 1 Vers 81 bis 94

« Les trois rois étaient, comme je le disait déjà,

D’une bravoure la plus grande. Ils étaient soutenus en plus

Par les combattants les meilleurs dont on n'a jamais entendu parler,

Forts et extrêmement courageux, inflexibles même dans les plus rudes combats.

Il y avait : Hagen von Tronje et son frère,

Dankwart le souple, Ortwin von Metzt,

Les deux margraves Gere et Eckewart

Et Volker von Alzey, un homme plein de combativité. »

### Lectures
- Volkers Lied der Nibelungen. Eine Annäherung, Mit einem Nachwort von Ralph Köhnen. Projekt Verlag, Bochum 2011,  (ISBN 9783897332461)

## Divers

Violon de Volker dans les armoiries
Armoiries de Alzey.
Armoiries de Landkreise Alzey-Worms  (avec le dragon des Nibelungen).